# Jed Wallace
Jed Fernley Wallace (ur. 26 marca 1994 w Reading) – angielski piłkarz występujący na pozycji pomocnika w West Bromwich Albion.